# Траянос Делас
Траянос Делас (на гръцки: Τραϊανός Δέλλας) е гръцки футболист и треньор по футбол, играл като централен защитник.
Най-известен като футболист на АЕК Атина, за който играе в 3 периода, и на италианския Рома. Европейски шампион с гръцкия национален отбор през 2004 г. Има 53 мача и 1 гол за тима на елините. Единственото си попадение отблелязва на Евро 2004 в полуфинала с Чехия. Това е и последният сребърен гол на голям форум.
Треньорът на шампионския отбор на Гърция Ото Рехагел го нарича „Родоския колос“ заради високия му ръст и стабилността в отбрана.

## Клубна кариера
Роден е в Солун, като по произход е от солунското село Зорбатово (Микро Монастири).
Започва кариерата си в тима на Арис Солун. През 1994 г. е даден под наем на намиращия се тогава в Бета Етники Пансерайкос. В Пансерайкос Делас укрепва като надежден защитник и се завръща в Арис през 1996 г. Само за сезон Траянос става основна част от солунския тим и изиграва 21 мача в първенството, в които вкарва 4 гола. През лятото на 1997 г. преминава в английския Шефилд Юнайтед за 300 000 паунда. Траянос е привлчен, за да прави компания на десния бек Василис Борбокис. Честите контузии пречат на гърка да се наложи в Англия. Делас записва 31 мача във всички турнири за 2 сезона, в 15 от които влиза като резерва. Запомнящи са двата му гола в мача с Транмиър Роувърс, благодарение на които Юнайтед обръща мача от 0:2 до 3:2. Третият гол на Делас е с далечен удар от 30 метра срещу Портсмут.
През 1999 г. се завръща в Гърция, като става част от АЕК Атина. Заедно с Демис Николаидис и Василис Цартас съставят ядрото на атиняни. АЕК обаче остава в сянката на Олимпиакос и Панатинайкос и завършва на трета позиция в първенството. През сезон 1999/00 Делас печели Купата на Гърция в състава на АЕК. Силните изяви на Делас с екипа на АЕК му спечелват място в националния отбор на страната.
През 2001 г. преминава в Перуджа. Поради скандал с ръководството на отбора обаче е отстранен от състава за втория полусезон и изиграва едва 8 срещи. След края на сезона Делас подписва с Рома. През първия си сезон за „римляните“ трудно пробива в състава поради конкуренцията на Кристиан Панучи и Валтер Самуел. Макар да е използван повече на ротационен принцип, Делас допринася за вицешампионството на Рома през сезон 2003/04. През лятото на 2004 г. към него интерес проявяват отбори като Порто, Евертън и Тотнъм Хотспър, но Траянос остава в Рома. През сезон 2004/05 Рома завършва едва на 8-о място в Серия А. Гръцкият защитник е един от най-стабилните играчи на терена, но договорът с него не е подновен.
В продължение на 8 месеца защитникът лекува херния на гърба, след което се завръща в АЕК. През сезон 2007/08 е капитан на отбора, като си партнира в центъра на защитата със Сократис Папастатопулос. Атиняни изграждат силен състав с играчи като Ривалдо и Пантелис Кафес, но не успяват да спечелят нито един трофей.
През 2008 г. преминава в Анортозис, като с кипърския тим играе в групите на Шампионска лига. През 2010 г. облича екипа на АЕК за трети път и през сезон 2010/11 печели Купата на Гърция. През май 2012 г. обявява края на кариерата си.

## Национален отбор
Дебютира в националния отбор на Гърция през 2001 г. в мач с Хърватия. Формира партньорство в центъра на отбраната с Михалис Капсис, което и е в основата на сензационния триумф на Гърция на Евро 2004. В полуфиналния мач с Чехия Делас отбелязва единствения си гол за елините. Със сребърния гол в продълженията Делас класира родината си на финал, който по-късно е спечелен срещу домакините от Португалия. Траянос пропуска голяма част от квалификациите за Мондиал 2006 поради контузия. Без защитника в състава си гърците не успяват да се класират за шампионата на планетата. Делас участва с националия тим на Евро 2008, но там отборът не успява да прескочат груповата фаза.

## Треньорска кариера
През 2013 г. става треньор на АЕК Атина. Отборът обаче изпада от Суперлигата поради неизплатени дългове. Траянос остава начело на отбора и помага на атиняни да се завърнат в елита след двегодишно отсъствие. През сезон 2015/16 е треньор на Атромитос.

## Успехи

### Като футболист
- Купа на Гърция – 2000/01, 2010/11
- Европейски шампион – 2004
- В идеалния отбор на Евро 2004
- В отбора на сезона на Суерплигата – 2010/11

### Като треньор
- Втора футболна лига – 2013/14
- Първа футболна лига – 2014/15